# ساشا رواز
ساشا رواز (بالإنجليزية: Sasha Roiz)‏ هو ممثل كندي وإسرائيلي، ولد في 21 أكتوبر 1973 في إسرائيل. بدأ مشواره المهني سنة 2001.

## أعمال

### أفلام
- (2004) اليوم بعد الغد[5][6][7]
- (2005) أرض الموتى[8]
- (2006) 16 بناية[9]
- (2014) بومبي[10][11]

### مسلسلات
- اكذب علي
- إن سي آي إس
- كاسل
- هاوس

## وصلات خارجية
- ساشا رواز على موقع IMDb (الإنجليزية)
- ساشا رواز على موقع ألو سيني (الفرنسية)
- ساشا رواز على موقع أول موفي (الإنجليزية)
- ساشا رواز على موقع قاعدة بيانات الأفلام السويدية (السويدية)
- ساشا رواز على موقع إن إن دي بي (الإنجليزية)
- ساشا رواز على موقع قاعدة بيانات الفيلم (الإنجليزية)
- ساشا رواز على موقع كينوبويسك (الروسية)